# 雷根斯贝格
雷根斯贝格（德語：Regensberg）是瑞士联邦苏黎世州迪尔斯多夫区的市镇。该市镇面积为2.37平方千米，海拔高度617米，2018年12月31日人口数为485。

## 外部連結
- 雷根斯贝格官方网站 （页面存档备份，存于） （德文）